# Vilâyet Mossul

Das Vilâyet Mossul im Osmanischen Reich

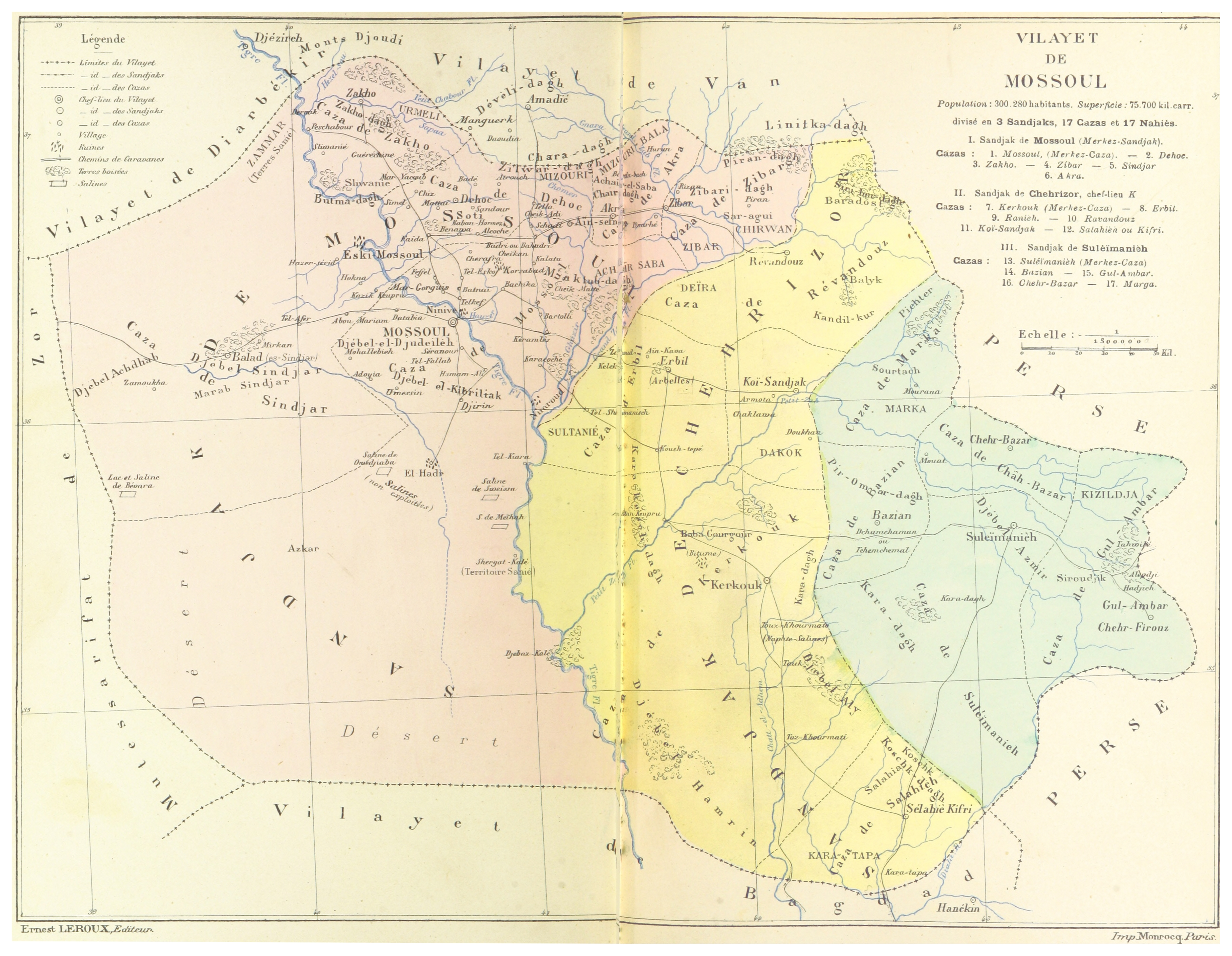
Karte zum Vilayet Mossul von 1892

Das Vilâyet Mossul war ein Vilâyet, eine Provinz des Osmanischen Reiches im Gebiet des heutigen Irak und teilweise in der heutigen Autonomen Region Kurdistan im Norden des Iraks. 

## Geschichte
Das Vilâyet Mossul wurde im Zuge einer Tanzimat-Verfassungsreform im Jahr 1878 errichtet. Die Bevölkerung der Provinz bestand aus Arabern und Kurden, daneben auch aus Aramäern und Turkomanen.
Im Ersten Weltkrieg eroberte britisches Militär 1918 das Vilâyet und gliederte es in die Occupied Enemy Territory Administration East vormals osmanischen Gebiets ein, aus der durch den Vertrag von Sèvres 1920 das britische Mandat Mesopotamien hervorging. 
Die völkerrechtliche Zugehörigkeit des Gebiets nach dem Ersten Weltkrieg steht im Kern der sogenannten Mosul-Frage.

## Gliederung
Es bestand aus den Sandschaks Mossul, Kirkuk und as-Sulaimaniyya. Diese waren in folgende Gerichtssprengel (kaza) unterteilt:
- Sandschak Mossul: Agra, az-Zibar, Dohuk, Zahko, Sindschar und al-Amadiyya

- Sandschak Kirkuk: Rawanduz, Arbil, Kuy Sandschak, Salahiyya und Raniyya

- Sandschak as-Sulaymaniyya: Gülanber, Bazyan, Şehribâzâr und Ma'mûretülhamîd